# 加賀騒動
加賀騒動（かがそうどう）とは、江戸時代に加賀藩で起こったお家騒動のこと。伊達騒動、黒田騒動または仙石騒動とともに三大お家騒動と呼ばれる。

## 解説

### 騒動の背景
加賀藩（前田氏）第五代藩主となった前田綱紀は藩主による独裁体制をめざし、藩政改革を進めた。
一方加賀藩の財政は元禄期以降、100万石の家格を維持するための出費の増大、領内の金銀山の不振により悪化の一途を辿っていた。
享保8年（1723年）、藩主綱紀が隠居し息子の前田吉徳が第六代藩主となった。吉徳はより強固な藩主独裁を目指した。足軽の三男で御居間坊主にすぎなかった大槻伝蔵を側近として抜擢し、吉徳・大槻のコンビで藩主独裁体制を目指す一方、藩の財政改革にも着手する。大槻は米相場を用いた投機、新税の設置、公費削減、倹約奨励を行った。しかし、それらにより藩の財政は悪化が止まったものの、回復には至らなかった。さらに、悪化を食い止めたことを良しとした吉徳が大槻を厚遇したことで、身分制度を破壊し既得権を奪われた門閥派の重臣や、倹約奨励により様々な制限を課された保守的な家臣たちの不満はますます募り、前田直躬を含む藩内の保守派たちは、吉徳の長男前田宗辰に大槻を非難する弾劾状を四度にわたって差出すに至った。
延享2年（1745年）6月12日、 大槻を支え続けた藩主吉徳が病死し、宗辰が第七代藩主となった。その翌年の吉徳の一周忌も過ぎた延享3年（1746年）7月2日、大槻は「吉徳に対する看病が不充分だった」などの理由で宗辰から蟄居を命ぜられた。さらに延享5年（1748年）4月18日には禄を没収され、越中五箇山に配流となる。

### 「加賀騒動」
その後、宗辰は藩主の座に就いてわずか1年半で病死し、異母弟の前田重煕が第八代藩主を継いだ。延享5年6月26日および7月4日、藩主重熙と浄珠院への毒殺未遂事件が発覚する。浄珠院は宗辰の生母であり、重熙の養育も任されていた人物である。藩内で捜査した結果、これは奥女中浅尾の犯行であり、さらにこの事件の主犯が吉徳の側室だった真如院であることが判明した。これを受けて真如院の居室を捜索したところ、大槻からの手紙が見つかり不義密通の証拠として取り上げられ、一大スキャンダルとなる。寛延元年（1748年）9月12日、真如院の身柄が拘束されたことを聞いた大槻は五箇山の配所で自害した。寛延2年（1749年）には禁固中の浅尾も殺害され、真如院と前田利和（勢之佐）は幽閉されていたが、真如院は自ら絞殺を望んでその通りに殺されたという。大槻一派に対する粛清は宝暦4年（1754年）まで続いた。
しかし、真如院が主犯であったことを裏付ける証拠もなければ、真如院の居室で見つかったとされる大槻の手紙の内容もわかっていない。後の巷の実録本では真如院が大槻と結託し、みずからの産んだ子である利和を藩主の座に着けることを狙った暗殺未遂であったとするが、当時の藩による取調べでは真如院は大槻との不義密通は認めたものの、毒殺未遂事件の関与については否定しており、また真如院を取調べる側も犯行の動機については追及することなく、うやむやにしている。そもそも不義密通についても、大名の妻妾が住む「奥向き」は江戸城の大奥同様、藩主以外の男子は立入りが禁じられており、大槻が人知れず真如院とそのような関係を結ぶことはありえなかった。さらに実録本では、毒殺未遂が大槻の指示により浅尾の手で起こされたとするが、当時大槻は既に五箇山に流され厳しい監視下にあり、そのような指示は不可能である。また、さかのぼって吉徳と宗辰も大槻が殺害していたなどとも書いているが、自らにとって最大の庇護者であるはずの吉徳を失った後どうなるか、大槻に読めないはずはなく、これもあり得ない話である。現在、吉徳と宗辰の死に事件性はなく、重熙および浄珠院毒殺未遂事件も、守旧派の中心人物であった前田直躬らが大槻派を一掃するためにでっち上げたものだと考える説がある。

## 巷説の「加賀騒動」
現代では加賀騒動という「大槻一派による計画」は存在せず、大槻伝蔵を失脚させるためのでっち上げであり、大槻伝蔵についても藩立て直しの功労者であったと考える説がある。
加賀騒動の顛末は幕府など第三者視点の介入がなく、一方の守旧派が勝利したことにより対方の主張はかき消され、すなわち客観的事実を示す証拠が乏しい。真相は闇のまま、そのスキャンダラスな表層が強調され、事件は実録本と呼ばれる虚実を交えたフィクション小説となって流布してゆく。それらによれば、利和は大槻伝蔵と真如院との密通により生まれた子であり、伝蔵は主家簒奪を企図して吉徳、宗辰と藩主を二代にわたって殺害した後、さらに重熙と浄珠院をも殺害しようとしたところで事件が発覚したとするもので、前田直躬は大槻の野望を阻止し、加賀100万石を救った忠臣として描かれる。また浅尾に対する刑の執行は、数百匹の毒蛇を入れた穴蔵に浅尾を裸にして押込めたとされ、ショッキングでグロテスクな内容の物語となっている。もっとも浅尾の蛇責めについては『見語大鵬撰』が編み出した作り話であるが、むしろこうした蛇責めなどのグロテスクな部分が強調されることによって、加賀騒動は巷説としてその命脈を保ってきた面もある。加賀騒動を扱った巷の実録本は幕府より版行を禁じられ、写本の形で伝わっている。
なお、石川県政記念しいのき迎賓館（かつての石川県庁）前には大槻の屋敷から移植したといわれるシイの巨木があり、「堂形のシイノキ」と呼ばれているが、この木を伐ろうとすると祟りがあると言い習わされている。

## 関連作品
実録本
- 『野狐物語』（やこものがたり）
- 『越路加賀見』（こしじかがみ）
- 『見語大鵬撰』（けんごたいほうせん）
上の三つは早い時期に成立した実録本で、いずれも作者は不明である。『野狐物語』は事件の決着直後、『越路加賀見』は宝暦6年（1756年）に、『見語大鵬撰』は宝暦9年（1759年）に起きた金沢大火ののちに成立したといわれる。これらをみると、たとえば大槻がじつは吉徳と宗辰を殺害していたとすること、また浅尾を蛇責めにしたことなど、巷説に見られる加賀騒動の内容がすでに書き記されている。『見語大鵬撰』は『教育社新書』から現代語訳が出ているが、書名は『加賀騒動』としている。

講談
- 『加賀騒動 大槻伝蔵の出世』

歌舞伎・人形浄瑠璃
- 『加々見山廓写本』（かがみやまくるわのききがき） - 歌舞伎。安永9年（1780年）9月、京都四条南の芝居初演。 奈河亀輔作。
浄瑠璃・歌舞伎において加賀騒動をはじめて取り上げた作。のち寛政8年（1796年）には、大坂の竹本愛蔵座において人形浄瑠璃に直して上演され、この浄瑠璃の作の「又助住家の段」は現在も文楽で上演されている。
- 『加々見山旧錦絵』（かがみやまこきょうのにしきえ） - 義太夫節・人形浄瑠璃。天明2年（1782年）1月、江戸外記座初演。容楊黛作。
これも加賀騒動を扱ったものだが、本来の加賀騒動を当て込んだ部分は早くに廃滅しており、その脇筋に当る局岩藤・中老尾上・下女お初をめぐる段がもっぱら上演されている。
- 『梅柳若葉加賀染』（うめやなぎわかばのかがぞめ） - 歌舞伎。文政2年（1819年）5月、江戸玉川座初演。鶴屋南北作。
加賀騒動だが、外題に「柳」という文字が入っているのを見てもわかるように、じつは柳沢騒動の筋も入れ加賀騒動と綯い交ぜにして脚色したもの。
- 『加賀見山再岩藤』（かがみやまごにちのいわふじ） - 歌舞伎。安政7年（1860年）3月、江戸市村座初演。二代目河竹新七作。
上の『梅柳若葉加賀染』をもとに、鏡山物の後日談ともいうべき「骨寄せの岩藤」などの筋を加えたもの。ただしこのときは柳沢騒動に当る部分は全て抜き、内容を加賀騒動ひとつにまとめた芝居としている。

映画
- 『加賀騒動』- 昭和28年（1953年）、東映。村上元三原作、橋本忍脚本、佐伯清監督。
この作品では流布している巷説とは異なり、主役の大槻伝蔵（大友柳太朗）は藩政改革に命を捧げた禁欲的な英雄として描かれており、真如院との関係も極めて精神的な愛情に描かれている。
- 『武士の献立』- 平成25年（2013年）、松竹。
加賀騒動に「包丁侍」として巻き込まれた『料理無言抄』の著者、舟木伝内、安信親子らの姿を、安信の妻の視点から描く。

史伝
- 海音寺潮五郎「大槻伝蔵」『悪人列伝（近代篇）』（文春文庫） ISBN 978-4-16-713551-5
大槻伝蔵無実説に基づく史伝。
- 海音寺潮五郎 「列藩騒動録」新潮社 1965年 のち講談社で文庫
- 若林喜三郎『加賀騒動』（中公新書）

歴史小説
- 村上元三『加賀騒動』（毎日新聞社、光文社文庫、学陽書房人物文庫）
- 諸田玲子『炎天の雪』（集英社、集英社文庫）